# Улица Феодосия Углицкого
Улица Феодосия Углицкого (укр. Вулиця Феодосія Углицького) — улица в Новозаводском районе города Чернигова, исторически сложившаяся местность (район) Лесковица. Пролегает от тупика до безымянного проезда.
Нет примыкающих улиц.

## История
Застройка начала улицы приходится на начало-середину 19 века. 
С переименованием Ильинской улицы в 1919 году на улицу Глеба Успенского, получил название и переулок — в честь русского писателя Глеба Ивановича Успенского.
19 февраля 2016 года переулок Глеба Успенского был преобразован в улицу с современным названием — в честь епископа Русской церкви, архиепископа Черниговского Феодосия Черниговского (Полоницкого-Углицкого), согласно Распоряжению городского главы В. А. Атрошенко Черниговского городского совета № 54-р «Про переименование улиц города» («Про перейменування вулиць міста»).

## Застройка
Улица пролегает в юго-западном направлении параллельно улицам Ильинская и Ушакова. Улица расположена в пойме реки Десна. Имеет проезды к улицам Ильинская, Кропивницкого, Варзара, Ушакова. Парная и непарная стороны улицы заняты усадебной застройкой. 
Учреждения: нет
Есть ряд рядовых исторических зданий, что не являются памятниками архитектуры или истории: 22 усадебных дома.